# Jeff Williams (muzikant)
Jeff Williams is een Amerikaanse jazz-drummer.
Williams begon te drummen toen hij acht was. Na een verhuizing naar New York kwam hij dankzij zijn moeder, een zangeres, in contact met verschillende drummers die zijn mentor werden, waaronder Jo Jones en Elvin Jones. In 1968 ging hij studeren aan Berklee College of Music. Terug in New York leerde hij Dave Liebman kennen en werd hij drummer in de groep Lookout Farm. In de periode 1972-1974 speelde hij samen met Stan Getz. Ook begon hij in die tijd een samenwerking met Lee Konitz, waarmee hij tot op de dag van vandaag af en toe samenwerkt. Na de opheffing van Lookout Farm in 1976 werd Williams freelance-muzikant en begeleidde hij onder meer Joe Farrell, Frank Foster en George Coleman. Ook leidde hij een groep met daarin bijvoorbeeld John Scofield. Begin jaren tachtig speelde hij in een club aan de universiteit in Boston. In 1983 richtte hij in New York de groep Interplay op en werd hij lid van het trio van Jerry Bergonzi (tot 1986). Hij speelde in die jaren ook met onder meer Michel Petrucciani en Cecil McBee. Begin jaren negentig speelde hij Bar Room 432 in New York met een eigen trio en met Liebman en Joe Lovano. Met zijn kwintet kwam hij in 1991 met een eerste album, in 1997 gevolgd door een tweede plaat. In de jaren negentig toerde hij met Lee Konitz en Lovano, ook werkte hij in die tijd met Circadian Rhythms. Hij speelde tevens met een groep met onder meer Ethan Anderson, waarvan in 2000 een live-album verscheen. In de jaren nul van de twintigste eeuw speelde hij veel in Engeland, met bijvoorbeeld Bill McHenry (toer in 2005), Konitz (toer in 2006) en Liebman (toer in 2008-2009). Ook werkte hij samen met Hans Koller.
Naast muzikant is Williams ook actief als docent, zo geeft hij les aan de Royal Academy of Music en Birmingham Conservatoire.

## Discografie (selectie)
- Coalescence, SteepleChase Records, 1991
- Jazzblues, Willful Music, 1997
- Live at Small's (met Ethan Iverson, Bill McHenry en Reid Anderson), Fresh Sound, 2000
- Another Time, Whirlwind Recordings, 2011
- The Listener, Whirlwind Recordings, 2013